# Evald Tipner
Evald Tipner (13 mars 1906 – 18 juillet 1947) était un footballeur, joueur de hockey et un joueur de bandy de nationalité estonienne.

## Biographie
Il a été sélectionné à 66 reprises pour l'Estonie, et a été convoqué pour les JO 1924, sans jouer. L'Estonie est éliminée au tour préliminaire. 
Il est connu surtout pour avoir été le premier buteur de l'Histoire des qualifications de la Coupe du monde de football, le 11 juin 1933 contre la Suède. Il s'agit d'un but contre son camp. Toutefois, certaines sources attribuent ce but au Suédois Knut Kroon.
Il a été international à 7 reprises de bandy et une fois international de hockey sur glace.[réf. nécessaire]